# Congregation of Annihilation
Congregation of Annihilation è il tredicesimo album in studio del gruppo musicale Metal Church, pubblicato il 2023 da Rat Pak Records.

## Tracce
1. Another Judgement Day – 3:37
2. Congregation of Annihilation – 4:24
3. Pick a God and Prey – 4:39
4. Children of the Lie – 5:48
5. Me the Nothing – 5:33
6. Making Monsters – 5:29
7. Say a Prayer with 7 Bullets – 3:35
8. These Violent Thrills – 3:46
9. All That We Destroy – 4:11
10. My Favorite Sin – 4:24
11. Salvation – 3:44

## Formazione
- Marc Lopes – voce
- Kurdt Vanderhoof – chitarra
- Rick Van Zandt – chitarra
- Steve Unger – basso, voce
- Stet Howland – batteria